# Deutscher Jugendtheaterpreis
Der Deutsche Jugendtheaterpreis und der Deutsche Kindertheaterpreis sind Literaturpreise, mit denen alle zwei Jahre herausragende Stücke für das Kinder- und Jugendtheater ausgezeichnet werden. Die Preise und die ebenfalls verliehenen Stipendien sind mit insgesamt 35.000 Euro dotiert und werden vom Bundesministerium für Familie, Senioren, Frauen und Jugend vergeben. Das in Frankfurt ansässige Kinder- und Jugendtheaterzentrum in der Bundesrepublik Deutschland (ASSITEJ Deutschland) koordiniert die Juryarbeit und ist Veranstalter der Preisverleihung in Frankfurt am Main.
Zielsetzung der ASSITEJ ist es, im Rahmen der Kinder- und Jugendbildung den Dialog zwischen Theater, Autor und Publikum zu unterstützen. Die Stipendien zum Deutschen Kindertheaterpreis werden Autoren verliehen, die in Zusammenarbeit mit einem ausgewählten Theater ein neues Stück für Kinder schreiben. Am Entstehungsprozess der Stücke sollen laut den Vorgaben der Preisverleiher auch Kinder beteiligt werden.

## Preisträger
- 1996
  - Kindertheaterpreis
    - Rudolf Herfurtner, Waldkinder
    - Lobende Erwähnung für Guy Krneta, Ursel

  - Jugendtheaterpreis
    - Oliver Bukowski, Ob so oder so
    - Lobende Erwähnung für Ljudmila Rasumowskaja, Nach Hause
- 1998
  - Kindertheaterpreis
    - Ad de Bont, Die Tochter des Ganovenkönigs und Barbara Buri für die deutsche Übersetzung

  - Jugendtheaterpreis
    - Lutz Hübner, Das Herz eines Boxers
- 2000
  - Kindertheaterpreis
    - Jonna Nordenskiöld, Jonna Ponna! (aus dem Schwedischen von Verena Reichel)

  - Jugendtheaterpreis
    - Thomas Oberender, Nachtschwärmer
    - Lobende Erwähnung für Lisa Rose-Cameron, no stairway to heaven
- 2002
  - Kindertheaterpreis
    - Kerstin Specht, Wieland

  - Jugendtheaterpreis
    - Kai Hensel, Klamms Krieg
- 2004
  - Kindertheaterpreis
    - Heleen Verburg, Katharina Katharina im Gänsespiel

  - Jugendtheaterpreis
    - Andri Beyeler, The killer in me is the killer in you my love
- 2006
  - Kindertheaterpreis
    - Ulrich Hub, An der Arche um acht

  - Jugendtheaterpreis
    - Jan Liedtke, Kamikaze Pictures
- 2008
  - Kindertheaterpreis
    - Katrin Lange, Unter hohem Himmel: Parzival

  - Jugendtheaterpreis
    - Daniel Danis, Kiwi und Tina Müller Bikini (Preis geteilt)
- 2010
  - Kindertheaterpreis
    - Charles Way, Verschwunden

  - Jugendtheaterpreis
    - Martin Baltscheit, Die besseren Wälder
- 2012
  - Kindertheaterpreis
    - Mike Kenny, Nachtgeknister

  - Jugendtheaterpreis
    - Björn Bicker, Deportation Cast
- 2014
  - Kindertheaterpreis
    - Jens Raschke, Was das Nashorn sah, als es auf die andere Seite des Zauns schaute

  - Jugendtheaterpreis
    - David Greig, Monster (The Monster in the Hall) und Barbara Christ für die Übersetzung aus dem Englischen
- 2016
  - Kindertheaterpreis
    - Martin Baltscheit, Krähe und Bär oder: Die Sonne scheint für uns alle

  - Jugendtheaterpreis
    - Jörg Menke-Peitzmeyer, The Working Dead. Ein hartes Stück Arbeit
- 2018
  - Kindertheaterpreis
    - Fabrice Melquiot, Die Zertrennlichen, Übers. Leyla-Claire Rabih, Frank Weigand[1]

  - Jugendtheaterpreis
    - Dino Pešut, Der (vorletzte) Panda oder Die Statik, in der Übersetzung durch Alida Bremer unter Mitarbeit von Sonja Anders und Friederike Heller
- 2020
  - Kindertheaterpreis
    - Theo Fransz, Liebe Grüße oder Wohin das Leben fällt

  - Jugendtheaterpreis
    - Rabiah Hussain, Absprung (Orig. Spun)
- 2022[2]
  - Kindertheaterpreis
    - Gwendoline Soublin und die Übersetzerin Corinna Popp, Und alles (thematisiert "die Potenziale des kindlichen Gerechtigkeitsempfindens")

  - Jugendtheaterpreis
    - Carina Sophie Eberle, else (someone) (basiert auf Schnitzlers Novelle "Fräulein Else" und untersucht die "Ursache heutiger Traumata, die sich aus sexueller Belästigung ergeben")

## Notizen
1. ↑  Weigand, geb. 18. Dezember 1973 in Stuttgart, Journalist, Übersetzer. Beide zusammen sind die Herausgeber der Theater-anthologie "SCENE. Neue französische Theaterstücke" im Verlag Theater der Zeit
2. ↑  Deutsche Kinder- und Jugendtheaterpreise 2022, nachtkritik.de vom 10. November 2022, abgerufen am 13. November 2022